# Szamche-Dzsavaheti
Szamche-Dzsavaheti (grúz írással სამცხე-ჯავახეთი; a c és a h hangot külön ejtjük) Grúzia egyik közigazgatási régiója, az ország déli-középső részében, az ország török és örmény határszakaszán. Határos a törökországi és az örményországi Sirak tartománnyal.
Területe 6413 km² (akkora, mint Pest vármegye), népessége mintegy 160 504 (2014-es adat). Lakói közt többségben vannak az örmények, akik főleg Ahalkalaki és Ninocminda kerületekben élnek.
Székhelye a mintegy 17 903 lakosú Ahalcihe város.
A régión halad keresztül a Baki–Tbiliszi–Ceyhan és a dél-kaukázusi gázvezeték.

## Földrajza
Északi szomszédai Guria és Imereti grúz közigazgatási régiók, északkeleten. illetve keleten Felső-Kartli és Alsó-Kartli. Délen Törökországgal és Örményországgal határos, nyugaton pedig Adzsarával.

## Közigazgatása
A régióhoz öt önkormányzat, hat „városi jellegű település”, 67 közösség és falusi „szakrebulosz” („gyűlés”) és 268 falu.

### Kerületei
- Ahalcihe
- Adigeni
- Aszpindza
- Bordzsomi
- Ahalkalaki
- Ninocminda

## Látványosságai
Egyik legfontosabb turistalátványossága Vardzia barlangkolostora, amelyet I. Tamar királynő alapított 1185-ben és a 8. századból származó Vanisz Kvabebi barlangkolostor.

## Történelme
Minden korban vegyes lakosságú terület volt. A középkorban Grúzia sorsában osztozott, majd meghódította a Szafavida Birodalom, majd az Oszmán Birodalom, majd ismét a perzsák. A 19. század első harmadában került orosz uralom alá, akik az addigra nagyrészt muzulmánná vált lakosság közé különféle keresztény népeket (grúzokat, örményeket, görögöket, oroszokat telepítettek.

### A meszheti törökök kitelepítése
A meszheti törökök régebben Meszhet (mai nevén Szamche) területén éltek Grúziában, a mai török határ mentén. 1944. november 15. és november 25. között Sztálin parancsára marhavagonokban szállították őket Közép-Ázsiába a mai Kazahsztán, Kirgizisztán és Üzbegisztán határvidékére. Mára szétszóródtak ezekben az államokban. A 100 000 kitelepítettből 10 000 elpusztult. 

## Fordítás
- Ez a szócikk részben vagy egészben  a   Samtskhe-Javakheti című angol Wikipédia-szócikk ezen változatának fordításán alapul.  Az eredeti cikk szerkesztőit annak laptörténete sorolja fel. Ez a jelzés csupán a megfogalmazás eredetét és a szerzői jogokat jelzi, nem szolgál a cikkben szereplő információk forrásmegjelöléseként.